# Graeme Revell
Graeme Revell (nacido el 23 de octubre de 1955 en Auckland, Nueva Zelanda) es un compositor neozelandés. Su música es predominantemente electrónica y basada en ordenador, a menudo usa instrumentos clásicos y arregla piezas. Algunas de sus composiciones para el cine más conocidas son Calma total (1989), La mano que mece la cuna (1992), El cuervo (1994), Street Fighter: La última batalla (1994), Power Rangers: La película (1995), Días extraños (1995), Abierto hasta el amanecer (1996), Jóvenes y brujas (1996), El cuervo: ciudad de ángeles (1996), El Santo (1997), Spawn (1997), El negociador (1998), La novia de Chucky (1998), Planeta rojo (2000), Titan A.E. (2000), Lara Croft: Tomb Raider (2001), Daño colateral (2002), Freddy contra Jason (2003), Daredevil (2003), Las Crónicas de Riddick (2004), Sin City o Æon Flux (ambas del 2005).
También es conocido por sus frecuentes colaboraciones con el director David Twohy, con el que compuso Below (2002) y la franquicia Riddick.

## Obra
Revell usa frecuentemente piezas arregladas en diversas producciones, como por ejemplo su trabajo con Lori Carson, con la que compuso la pieza «Fall in the light» que aparece tanto en Días extraños como en Planeta rojo con algunas ligeras variaciones.

## Bandas sonoras
Listado de bandas sonoras compuestas o en las que ha participado Graeme Revell según IMDb.

### Cine
| - Calma total (1989) - Till There Was You (La jungla del oro, 1990) - Combustión espontánea (1990) - Muñeco diabólico 2 (1990) - Deadly (1991) - Bis ans Ende der Welt de Wim Wenders(Hasta el fin del mundo, 1991) - La mano que mece la cuna (1992) - Love Crimes (La marca del asesino, 1992) - Body of Evidence (El cuerpo del delito, 1993) - Boxing Helena (Mi obsesión por Helena, 1993) - Hear No Evil (Sombras en el silencio, 1993) - The Crush (1993) - Ghost in the Machine, de Rachel Talalay (1993) - Hard Target (1993) - El cuervo (1994) - Escape de Absolom (1994) - Street Fighter: La última batalla (1994) - S.F.W. (1994) - Tank Girl (1995) - Diario de un rebelde (1995) - Power Rangers: La película (1995) - The Tie That Binds (Los lazos que unen, 1995) - Días extraños (1995) - Race the Sun (1996) - Abierto hasta el amanecer (1996) - Fled (1996) - Jóvenes y brujas (1996) - El cuervo: ciudad de ángeles (1996) | - Killer: A Journal of Murder (El corredor de la muerte, 1996) - El Santo (1997) - Spawn (1997) - La caja china (1997) - Suicide Kings (1997) - The Big Hit (Equipo mortal, 1998) - Phoenix (1998) - El negociador (1998) - Dennis the Menace Strikes Again! (1998) - Lulu on the Bridge (1998) - La novia de Chucky (1998) - The Siege (Estado de sitio, 1998) - El diablo metió la mano (1999) - Bats (1999) - Tango para tres (1999) - Buddy Boy (1999) - Gossip (Rumores que matan, 2000) - Pitch Black (2000) - Planeta rojo (2000) - Attraction (2000) - Calle 54 (2000) - Titan A.E. (2000) - Blow (2001) - Menudo bocazas (2001) - Lara Croft: Tomb Raider (2001) - Human Nature, de Michel Gondry (Naturaleza humana, 2001) - Daño colateral (2002) - Below (2002) - High Crimes (2002) | - Mar abierto (2003) - A contrarreloj (2003) - Freddy contra Jason (2003) - Daredevil (2003) - Pisando fuerte (2004) - Las Crónicas de Riddick (2004) - Assault on Precinct 13 (Asalto al Distrito 13, 2005) - Sin City (2005) - Las aventuras de Sharkboy y Lavagirl (2005) - ¡Goool! (2005) - Vidas al límite (2005) - The Fog (Terror en la niebla, 2005) - Æon Flux (2005) - Marigold (2006) - Bordertown (Ciudad del silencio, 2006) - Grindhouse, parte de Planet Terror (2007) - The Condemned (2007) - Las ruinas (2008) - Superfumados (2008) - Street Kings (2008) - Days of Wrath (Días de la ira, 2008) - Kites (2010), versión en inglés sólo. - Unthinkable (Amenazados, 2010) - The Experiment (2010) - Shark Night 3D (2011) - Last Will & Testament (2012) - Comics Open (2012) - Riddick (2013) |

### Televisión y vídeo
- Bangkok Hilton (1988) (serie de televisión).
- Psycho IV; The Beginning (Psicosis IV - El comienzo, 1990) (telefilme).
- Down Came a Blackbird (El ocaso, 1995) (telefilme).
- Tomb Raider (1996)
- Daniel el travieso ataca de nuevo (1998) (vídeo).
- Bats Abound (1999)
- Dune (2000) (serie de televisión).
- La historia de Ana Frank (2001) (serie de televisión).
- CSI: Miami (2002)
- Kung Faux (2003)
- Legends (2004)
- La hora 11 (18 episodes, 2008-2009).
- Sin identificar (2009)
- Dark Blue (19 episodios, 2009-2010)
- The River (2011) (serie de televisión).
- Gotham (2014) (primera temporada junto con David E. Russo).

### Videojuegos
- Call of Duty 2
- Call of Duty 2: Big Red One

## Premios y distinciones
Festival Internacional de Cine de Venecia
| Año  | Categoría                    | Película      | Resultado |
| ---- | ---------------------------- | ------------- | --------- |
| 1997 | Premio Osella a la mejor BSO | La caja china | Ganador   |